# Хэдоу, Дуглас Роберт
Ду́глас Ро́берт Хэ́доу (англ. Douglas Robert Hadow; 30 мая 1846 года, Англия, Лондон — 14 июля 1865 года, Швейцария, Маттерхорн) — английский альпинист. Известен как один из авторов первого восхождения на Маттерхорн. Погиб при спуске с Маттерхорна в результате падения.

## Биография
Дуглас Роберт Хэдоу родился 30 мая 1846 года в Лондоне, в семье Патрика Дугласа Хэдоу, председателя британской транспортной компании Peninsular and Oriental Steam Navigation Company (P&O), и Эммы Харриер Нисбет, дочери британского общественного деятеля Роберта Пэрри Нисбета. У Дугласа было шесть братьев. Один из братьев, Фрэнк Хэдоу, был победителем Уимблдонского турнира в 1878 году.
Дуглас обучался в публичной школе для мальчиков в Харроу вместе с братьями.

## Восхождение на Маттерхорн и смерть
В 1865 году, в возрасте 19 лет, Дуглас отправился в Альпы, где под руководством британского альпиниста Чарльза Хадсона совершил несколько восхождений, в том числе восхождение на Монблан. 13 июля 1865 года он присоединился к группе Эдуарда Уимпера для попытки первого восхождения на Маттерхорн. Группе, в которую входили Эдуард Уимпер, Фрэнсис Дуглас, Чарльз Хадсон, Дуглас Роберт Хэдоу, Мишель Кро, Петер Таугвальдер и его сын Петер Таугвальдер, удалось совершить первое восхождение на Маттерхорн по гребню Хёрнли на следующий день, 14 июля 1865 года. Во время спуска, Хэдоу, шедший вторым в связке после Мишеля Кро, не удержался на крутом склоне, и упал, сбив с ног Кро. Шедшие за ними Фрэнсис Дуглас и Чарльз Хадсон не смогли удержаться, и также упали вниз. Верёвка, соединяющая Петера Таугвальдера (старшего) и Дугласа, не выдержала веса четырёх альпинистов и оборвалась. Оставшиеся в живых Эдуард Уимпер и Таугвальдеры спустились в Церматт на следующий день, откуда организовали спасательную экспедицию. Тела троих упавших альпинистов (Хэдоу, Кро и Хадсона) были найдены на леднике Маттерхорн 16 июля, а тело Дугласа Фрэнсиса так и не было найдено. 19 июля Хэдоу, Кро и Хадсон были перенесены в Церматт и похоронены на местном кладбище альпинистов.